# Geraldo Vandré
Geraldo Vandré, nombre artístico de Geraldo Pedrosa de Araújo Dias, (João Pessoa, 12 de septiembre de 1935) es un cantante y compositor brasileño, considerado uno de los iniciadores de la nueva canción en Brasil. Es especialmente conocido por su canción "Pra não dizer que não falei das flores (Caminhando)" (1968), que se constituyera en símbolo de la resistencia contra la dictadura militar instalada en 1964.

## Biografía
Habiendo nacido en João Pessoa, capital del Estado de Paraíba en el nordeste brasileño, Vandré se mudó a Río de Janeiro en 1951, para estudiar abogacía en la Universidad de Río de Janeiro. Allí militó en el movimiento estudiantil y participó activamente en el Centro Popular de Cultura de la União Nacional dos Estudantes (UNE).
En 1966, llegó a la final del Festival de Música Popular Brasileira de la TV Record con su canción "Disparada", que se volvería un éxito masivo, interpretada por Jair Rodrigues. En 1968, participó del III Festival Internacional da Canção con la canción Pra não dizer que não falei de flores (Caminhando) obteniendo el segundo lugar. La canción, una convocatoria a movilizarse contra la dictaura militar, fue inmediatamente prohibida por el gobierno, transformándose en un himno y símbolo de la resistencia. En 1979, aún durante la dictadura, Simone grabó la canción, con gran éxito.

## Censura, AI-5
En 1968, lugo de la sanción del Acto Institucional Número Cinco (AI-5), Vandré fue obligado a exilarse. Luego de pasar unos días escondido en la estancia de la viuda de Guimarães Rosa, muerto el año anterior, el compositor partió para Chile —en donde colaboró con el grupo musical Los Jaivas— y de allí a Francia. Volvió a Brasil, al no poder regresar a Chile tras el golpe militar de 1973, radicándose en São Paulo. 
El músico ha declarado que no se presenta más en público porque su imagen de "Che Guevara cantor" rebaja su obra musical.

## Curiosidades
- En 2006, la canción Pra não dizer que não falei das flores (Caminhando) fue usada por el gobierno de Lula para mostrar sus Políticas de Educación, pero con un ritmo diferente.

## Discografía
- 1964: Geraldo Vandré
- 1965: Hora de Lutar
- 1966: 5 Anos de canção
- 1968: Canto geral
- 1973: Das Terras de Benvirá